# الکساندر بالواو
آلکساندر نیکولاویچ بالواو (روسی: Алекса́ндр Никола́евич Балу́ев؛ زاده ۶ دسامبر ۱۹۵۸) بازیگر اهل شوروی و روسیه است که از سال ۱۹۸۰ در بیش از ۱۰۰ فیلم ظاهر شده‌است.
الکساندر در مسکو به دنیا آمد و بزرگ شد. پدرش فرمانده نیروی دریایی بود. در دوران کودکی او هاکی بازی می کرد و آرزو داشت که یک بازیکن مشهور هاکی شود. علاقه دیگر او تئاتر بود، بنابراین پس از پایان مدرسه تصمیم گرفت بازیگر شود. اولین تلاش او برای پیوستن به مدرسه تئاتر شپکین با شکست مواجه شد، بنابراین در سال بعد به عنوان دستیار در "مسفیلم" - بزرگترین استودیوی فیلم شوروی - کار کرد. سال بعد الکساندر با موفقیت به مدرسه تئاتر MHAT (تئاتر آکادمیک هنر مسکو) پیوست. او در سال ۱۹۸۰ فارغ التحصیل شد. در طول ۷ سال در تئاتر معروف ارتش شوروی کار کرد. علیرغم تصویری که از روی صفحه نمایش خود دارد، الکساندر در زندگی واقعی فردی مهربان و مهربان است (هرچند بسیار احساسی)، متاهل است، همسرش ماریا و دخترشان را بسیار دوست دارد (ماریا الکساندرونا بالووا متولد ۰۸,۰۷,۲۰۰۳). الکساندر اولین بار با همسر آینده خود در طول فیلمبرداری "ریچارد شیر دل" (۱۹۹۲) در کوکتبجل کریمه، جایی که او در تعطیلات بود، ملاقات کرد.
از فیلم‌های معروف او می‌توان به بازی در فیلم سقوط امپراتوری،‌ مصلح و گامبی ترکی اشاره کرد